# Lamaachate
Lamaachate (en àrab لمعاشات, Lamʿāxāt; en amazic ⵍⵎⵄⴰⵛⴰⵜ) és una comuna rural de la província de Safi, a la regió de Marràqueix-Safi, al Marroc. Segons el cens de 2014 tenia una població total de 15.289 persones.